# 雅語
雅語（がご）とは、洗練された上品な言葉、あるいは正しいとされる優雅な言葉をいう。雅言（）、みやび言葉ともいう。
おもに平安時代を中心とする古典に見える「正しいことば」や「伝統的でみやびやかなことば」をさすが、新しいことばでも正しく上品なことばであれば雅語という。古言（）、すなわち上代の言葉も含まれる。
卑語（）、訛語（）、俚言（）などの俗語、俚び言葉（）の対義語である。
ただし、江戸時代の国学者は雅語、平言（）、俗語で3分した。
一般的には和歌や和文に用いられる和語系統のことばをさすが、漢語系統のことばを含める事もある。また、雅語の中でも和歌に用いる語は「歌語（）」と呼び、他と区別する事がある。
なお、アイヌ語ではユーカラの言葉を雅語とし、口語に対する。